# Hartgar von Lüttich
Hartgar von Lüttich (auch Hirchar oder Hircar; † 29. September 855 in Lüttich) war von 841 bis 855 als Nachfolger von Pirard der 37. Bischof von Lüttich.
Hartgar stammte aus fränkischem Adel und war ein Freund und Berater des Königs und späteren Kaisers Lothar I., in dessen Mittelreich sein Bischofssitz mit der im Vertrag von Verdun im August 843 vereinbarten Teilung des Frankenreichs gefallen war und in dessen Auftrag er später mit Papst Leo IV. in Rom Verhandlungen führte.
Er ließ den ersten Bischofspalast in Lüttich bauen, und er war ein großer Förderer der Lütticher Domschule. Um 848 nahm er den irischen Pilger und Scholaren Sedulius Scotus (um 820–880) in Lüttich auf und machte ihn zum Leiter der Domschule. Dies zog andere irische Pilger an und führte zu einer Blüte der Schule.
Hartgar starb am 29. September 855.